# 骑士厅 (海牙)
骑士厅（荷兰语：Ridderzaal，该名称是骑士厅之通称）是荷兰海牙内庭的主要建筑，被用作每年9月第三个星期二的亲王日（Prinsjesdag）即国会开会日，荷兰君主乘金马车（Golden Carriage）莅临国会并发表王座演说的地方。它也被用于正式的皇家招待会，以及国会间会议。1992年前，它是荷兰国会二院即荷兰下议院所在地，直到后者搬迁至现址为止。

## 历史

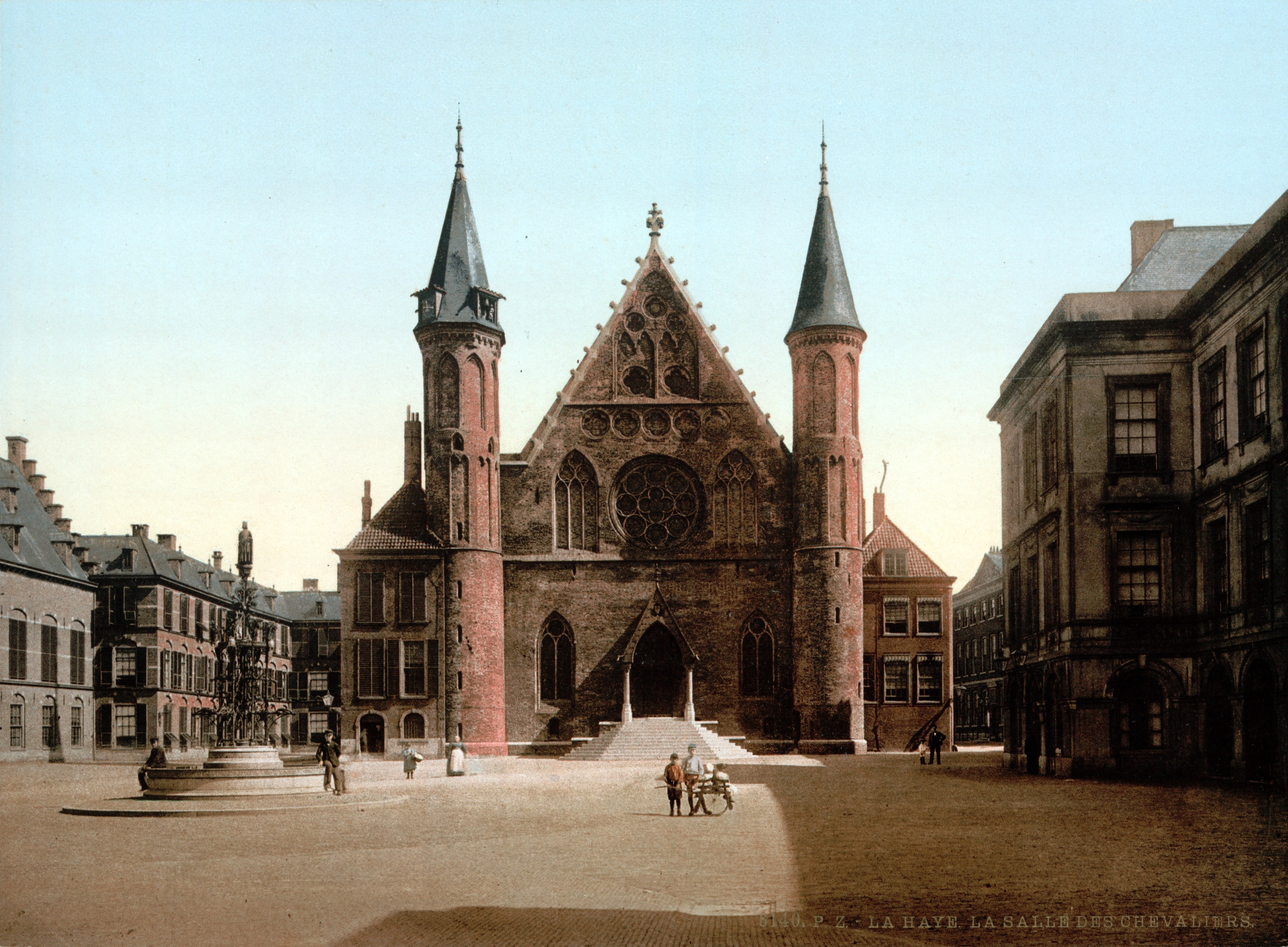
The Ridderzaal in c. 1900

荷兰伯爵弗洛里斯四世在13世纪购买了一块和一个小湖相邻的地以建筑住宅。骑士厅，即弗洛里斯四世之孙弗洛里斯五世的庄园厅（manorial hall），由赫拉德·范莱顿（Gerard van Leiden）于13世纪建于此地产上。历众多世纪，政府建筑在该湖周围建起，将骑士楼纳入其中。自17世纪初，骑士楼成为书商的重要交易地，一如伦敦的威斯敏斯特厅。后来的岁月里，该厅被用于多种用途——市场厅（market hall），promenade，排演厅（drill hall），公共档案局（public record office），医院病房（hospital ward），甚至国家彩票办公室（the offices of the state lottery）。它于1898-1904年间重修，以供其现在的用途。

## 建筑

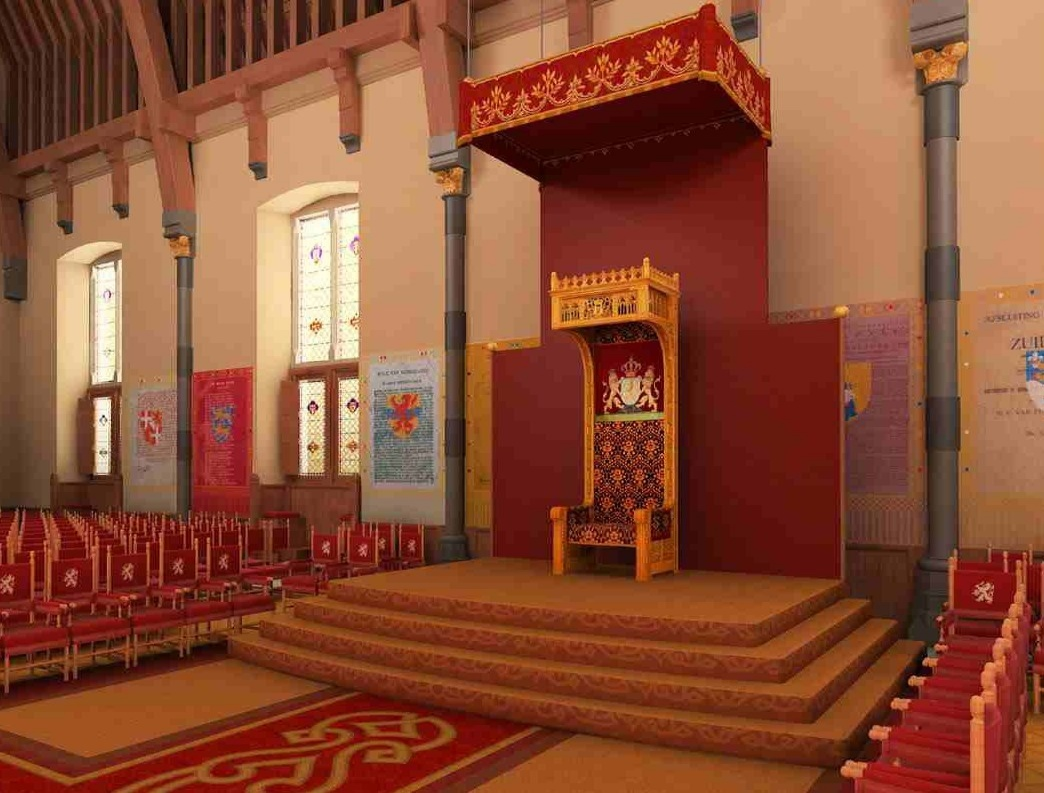
骑士厅内荷兰君主的御座

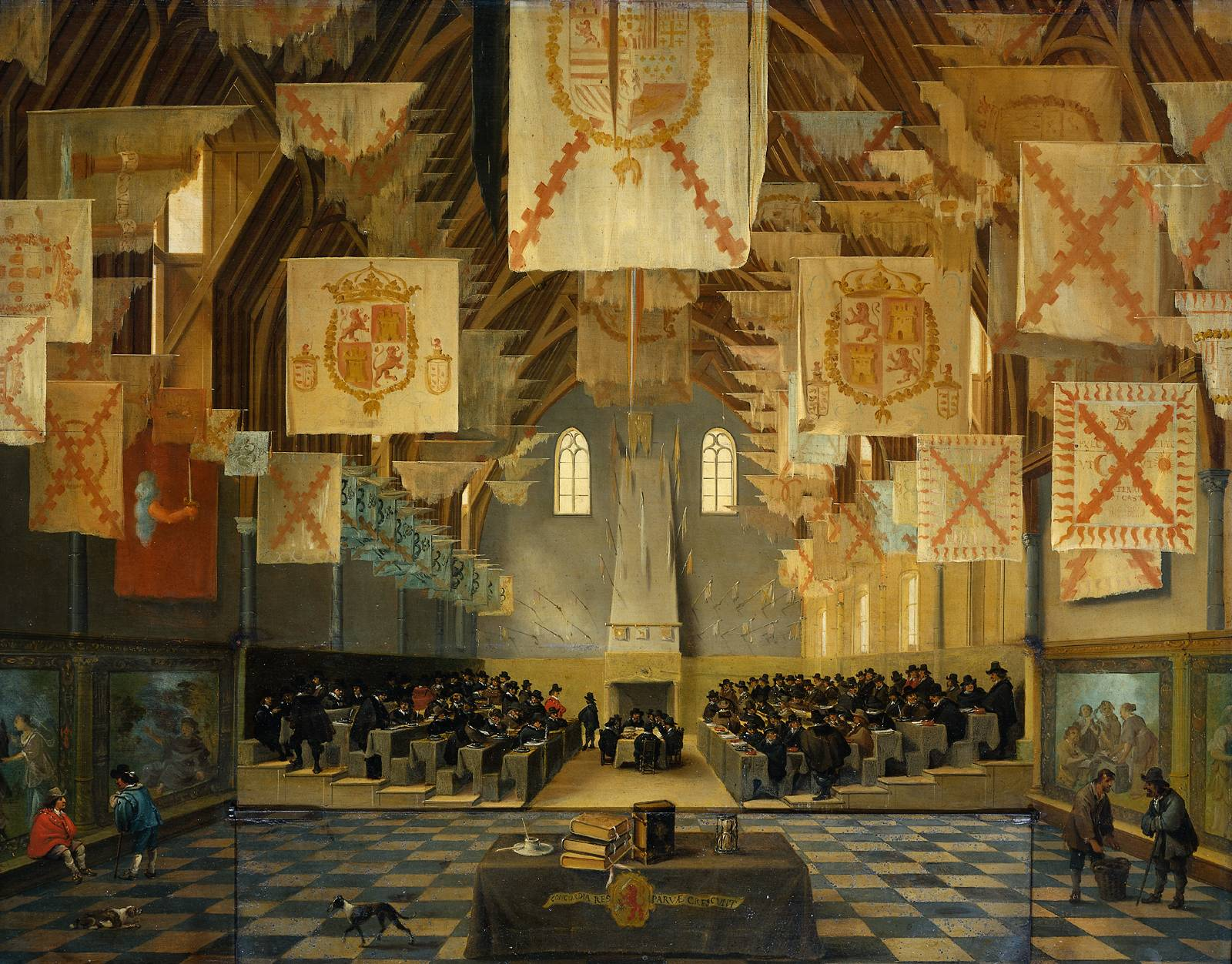
1651年，荷蘭國會在骑士厅内舉行會議

该大型哥特式厅 (40m/130ft 乘 20m/65ft) 拥有宏伟的彩色玻璃窗，描绘了荷兰城镇的盾形纹章；特别美的是带有荷兰主要贵族家族纹章的玫瑰窗。带有18m/60ft长的梁的沉重的横木屋顶结构具有倒翻的船的样貌。象征着自更高权力而来的偷听者的木制头像被视为对大会成员进行威慑使其不敢撒谎。
骑士厅的御座由皮埃尔·克伊珀斯（Pierre Cuypers）设计。